# Машіка Іван Васильович
Машіка Іван Васильович (29 червня 1922–2004). Народився в с. Лалово Мукачівського району Закарпатської області в селянській родині.

## Освіта
Після закінчення 7 класів сільської школи у 1935 році вступив до Мукачівської руської гімназії, яку закінчив 1943 року.

## Трудова діяльність
З 1945 року працює у мукачівській дирекції державних лісів Закарпатської України, а після поділу дирекції на лісгоспи і ліспромгоспи працював головним диспетчером механізованої автоколони ліспромгоспу.
До 1960 p. працює старшим бухгалтером, заступником директора бази Союзлісторгу. Навчався заочно у Львівському лісотехнічному інституті на факультеті «Механічна технологія деревини», закінчивши який одержав диплом інженера-механіка.
З 1960 по 1985 роки працював головним інженером, а потім — директором Мукачівської експериментальної лижної фабрики, створеної на основі маломеханізованого артільного господарства, викрористовуючи досвід фінських фірм «Ярвінен» та «Рауте», німецьких фірм «Адідас» і «Отто Мелер», чехословацької фабрики «Скі-Артіс» у Новому Місті на Моравії.
На виготовлених у Мукачеві лижах «Бескид» науково-спортивна експедиція на чолі з Дмитром Шпаро дійшла до північного полюсу нашої планети.
У 1995 р. на базі експериментальної лижної фабрики створено акціонерне товариство закритого типу — лижна фабрика «Тиса» з високомеханізованим обладнанням спільно з австрійською фірмою «Фішер»
Директором фірми СП «Фішер-Мукачево» обраний Василь Рябич, а Президентом АТЗТ «Тиса» — Василь Бурч.

## Відзнаки і нагороди
За відмінну якість лиж і ключок І. Машіка був нагороджений:
1968 p. — бронзовою медаллю ВДНГ в Москві;
- орденом Трудового Червоного Прапора;
- почесним знаком Спортивного комітету СРСР;
- грамотою Президії Верховної Ради УРСР;
- медаллю «Ветеран праці»;
- медаллю «Захиснику Вітчизни».

30 травня 2002 — присвоєно звання почесного громадянина міста Мукачева — за невтомну працю на передовому підприємстві в Мукачеві (рішення 3 сесії IV скликання Мукачівської міської ради).